# Bulanda

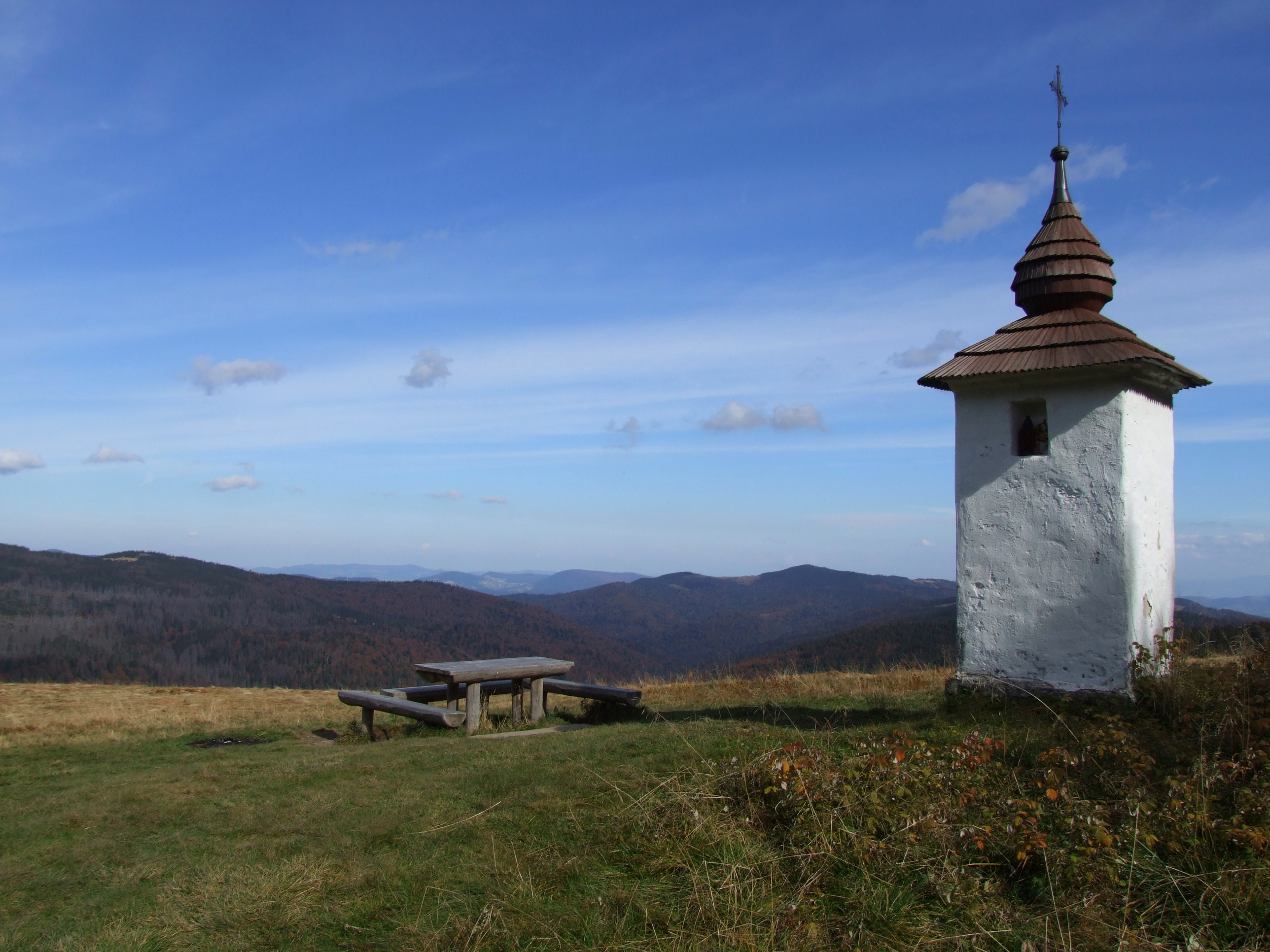
Kapliczka Bulandy na Jaworzynie Kamienickiej

Bulanda, właśc. Tomasz Chlipała (ur. ok. 1830 w Szczawie, zm. 1912/1913 w Lubomierzu) – polski góral, słynny baca gorczański. Autentyczna postać z drugiej połowy XIX wieku, popularna w kulturze odnoszącej się do Gorców oraz w folklorze zagórzańskim.
Jego przydomek pochodził od nazwy osiedla Bulandy w Szczawie, gdzie się urodził. W 1853 lub 1856 r. ożenił się z Marianną lub Anną Wojtyczkówną z Lubomierza i zamieszkał w jej rodzinnej wsi do śmierci, miał on z nią jedną córkę, która zmarła młodo, dlatego też to on zajął się opieką swojego wnuka. Kazimierz Sosnowski nazwał go „Sabałą górzeckim”.

## Życiorys
Bulanda przez ponad 50 lat zajmował się pasterstwem na polanie Jaworzyna Kamienicka, znajdującej się na północno-wschodnich stokach Jaworzyny Kamienickiej (1288 m n.p.m.). Wypasał nawet do 800 owiec. Jak każdy legendarny baca posiadał umiejętność sprowadzania czarów. Sławę zyskiwał również jako znachor. Znachorstwa nauczył się w Lewoczy po słowackiej stronie Karpat. Potrafił leczyć ludzi i zwierzęta. Jak na warunki góralskie był bardzo bogatym gazdą.
W czasach, gdy dla biednych ludzi lekarze i szpitale byli niedostępni, Bulanda nastawiał złamane kości, odczyniał uroki i leczył różne choroby u ludzi i zwierząt. Ugruntował swoją sławę, gdy na plebanii w Niedźwiedziu uleczył bydło proboszcza. Uzyskał wówczas jego poparcie, wyrażone słowami: „Możesz człowiecze wykonywać swoje praktyki, bo nie czynisz nic złego, tylko dobre”. Jako autorytet w lokalnej społeczności, Bulanda pomagał również w rozstrzyganiu sporów i innych spraw. Zyskał wśród ludzi na tyle duże poparcie, że wszyscy zwracali się do niego o pomoc. W swojej kolibie przyjmował nie tylko ludzi miejscowych, ale także mieszkańców miast i innych odległych miejsc np. z Krakowa czy Warszawy. Są nawet wzmianki o oberleutnancie austriackim, który szukał rady na chorobę nóg, oraz o bogatym Żydzie z Berlina, którego wyleczył z solitera.
Bulanda był życzliwym i religijnym człowiekiem, godząc to z czarownictwem. Nie tolerował kłamstw, bójek, a w szczególności przeklinania. Był surowy dla swoich juhasów. Sztuki leczenia nie przekazał nikomu. Bulanda dobrze dbał o swoją gospodarkę i zawsze zależało mu aby wszystko obracać w dobro, nigdy nie czynić zła. Dobrze przemyślał komu i co przekazać i aby mieć tę pewność nikomu nie przekazał zdobytej w Lewoczy wiedzy mając na względzie, że gdyby znający to człowiek był mściwy mógłby tajemnej wiedzy nadużyć na szkodę innych.
Z otrzymywanych za leczenie datków Bulanda ufundował dwie kapliczki; jedną w 1904 r. na wypasanej przez siebie polanie Jaworzyna (zwana jest Kapliczką Bulandy), drugą na swojej działce w Lubomierzu, w 1911 roku. Dożył późnego wieku i do końca swojego życia szczycił się dużym bogactwem.
„Gdy w 1912 r. czuł zbliżający się kres swych dni, sprosił do domu sąsiadów, wyprawił traktament i sam obsługiwał ich. Pod koniec uczty wyszedł przed dom i tak przemówił: Dziękuję ci, słoneczko, żeś mi świeciło i wom, gwiazdy, tez, dziękuję tobie, wietrzyku, ześ powiewał według mej potrzeby i tobie, rzyko, żeś do mnie sumem gadała... I żegnał w takich słowach cały świat. Wróciwszy do izby, rzekł do zebranych: Moi kochani, jo już odchodze bo na mnie cas. Ostajcie z Bogiem. Po tych słowach odszedł do świetlicy i w nocy umarł.”
Bulanda zmarł w Lubomierzu, najprawdopodobniej w wieku ok. 82 lat, według różnych źródeł w 1912 roku lub 1 maja 1913 roku. W legendach przyjęło się, że dożył późnego wieku 100 lat.